# Кодекс Куманикус

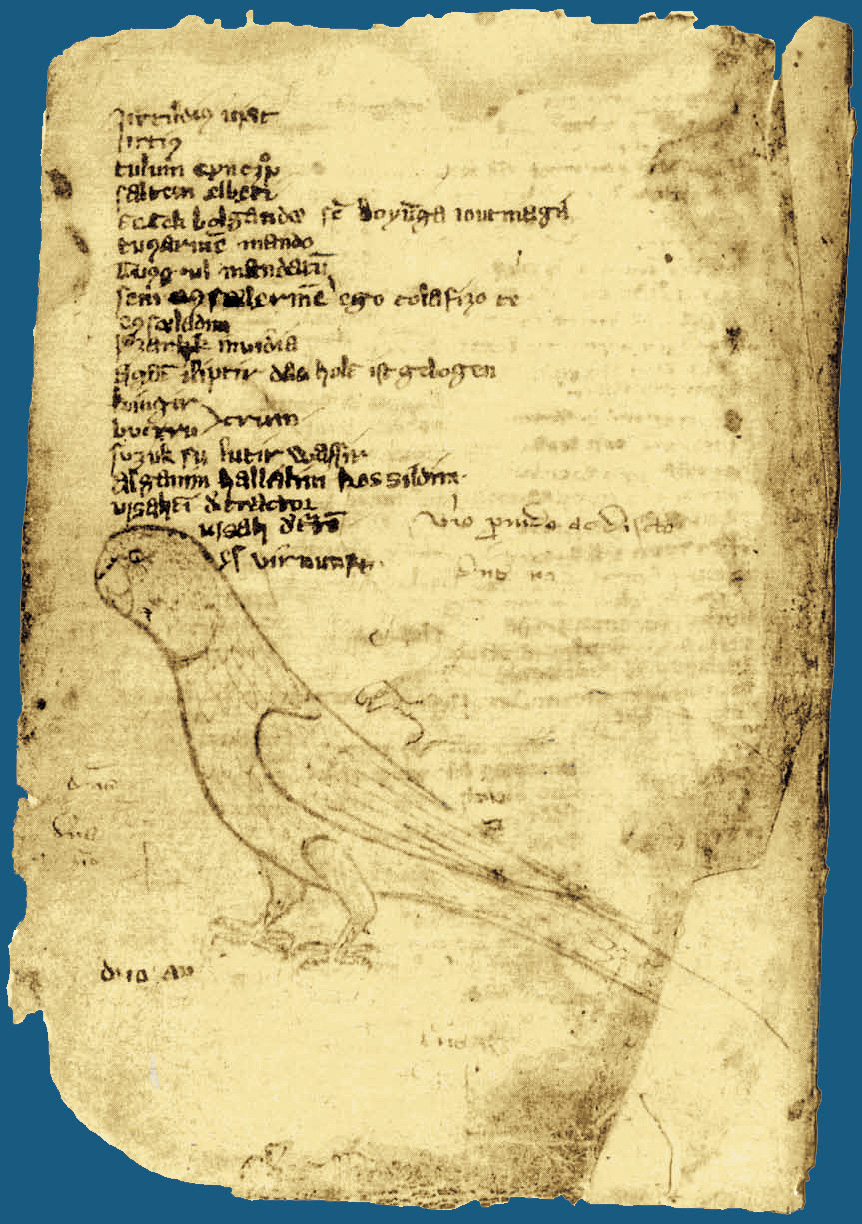
Страница с попугаем из «Кодекса Куманикуса»

Кодекс Куманикус (лат. Codex Cumanicus) — средневековый словарь, известный письменный памятник предположительно куманского (половецкого, кыпчакского) языка начала XIV века (1303 год), единственный список которого хранится в библиотеке собора Святого Марка в Венеции. Название «Кодекс Куманикус» ему случайно дал в XIV веке открыватель рукописи граф Кун, потомок половцев, поселившихся в Венгрии — однако в самом тексте словаря написано: «Bu tatar til» — «Это татарский язык». Составлен миссионерами на основе разговорного языка, близкого к современному языку крымских татар. Основное назначение «Кодекса» было практическим: для изучения тюркского языка миссионерами с целью знакомства населения Золотой Орды с христианством.
Кодекс создан в Крыму и считается древнейшим памятником крымскотатарского языка, имеющим огромное значение для истории половецких и огузских говоров — как непосредственно связанных с кипчаками (половцами, куманами) причерноморских степей и Крыма.

## Описание
Манускрипт состоит из 82 бумажных листов размером приблизительно 20×14 см, текст — на обеих сторонах листов. Рукопись состоит из итальянской (страницы 1—110, латино-персидско-куманский словарь) и немецкой (страницы 111—164, кумано-немецкий словарь и тексты) частей. Для передачи кыпчакского языка использована латинская графика, при этом на латыни кыпчакский язык назван comanicum, chomanicho (куманский), на самом кыпчакском — tatarče (по-татарски), tatar til (татарский язык). На первой странице «Кодекса» указана дата — 11 июля 1303 (MCCCIII) года.
Итальянская часть состоит из вступления на латыни и трёхъязычного словаря, написанного в три колонки — на латыни, персидском и куманском. Этот словарь, в свою очередь, состоит из двух списков — алфавитного из 1560 латинских слов и тематического из 1120 слов. В обоих списках перевод латинской колонки неполон, так, в тематическом списке отсутствует перевод около 200 латинских слов.
Немецкая часть, в отличие от итальянской, несистематизирована и написана различными почерками, она содержит куманско-немецкий и куманско-латинский словарь из неупорядоченного набора слов и фраз, христианские тексты на куманском языке, куманские переводы латинских текстов и латинские переводы куманских.
Обе части содержат заметки по грамматике куманского языка — сведения о спряжении глаголов, склонении и изменении местоимений, прилагательных и существительных.
В Кодексе представлены самая ранняя в истории коллекция из 47 тюркских загадок и впервые переведённые на язык кыпчаков-куманов-половцев «Десять Божьих Заповедей», фрагменты из «Книги притч» Соломона, Евангелия, сочинений богословов свв. Григория Богослова (329/330—389/390), Амвросия (339—397), Иеронима (340/345—420), Августина (354—430), «Символ веры», молитвы «Отче наш» и «Аве Мария (Радуйся, Мария)», гимны Целия Седулия (ум. 450), Венанция Фортуната (530/540—600), Теофила из Сент-Обена (XII—XIII веков) и других латинских поэтов — «Радуйся, дверь рая», «Иисусе, наш выкуп», «Слово стало плотью», «Знамёна Царя», «Вспоминая бесценную кровь», «От угла восхода солнца» и оригинальные куманские проповеди.

## Содержание
По содержанию, графическими и языковыми особенностями рукопись традиционно делится на две части — итальянский (латино-персидско-куманский словарь) и немецкий (куманский-немецкий словарь).

### Итальянская часть
Первая часть Кодекса («Итальянская часть» или «Книга толкователя») — это практический справочник по кыпчакскому языку, который включал глоссарии слов латинского языка и переводы на персидский и кыпчакские языки. Эта часть охватывает слова повседневного обихода и терминологию по торговле, религии, астрономии, военному, парфюмерному, сапожному и плотницкому делу, государственной службе и тому подобному. В рукописи также даётся грамматика куманского языка.

### Немецкая часть
Вторая часть («Немецкая» или «Книга миссионера») — это сборник различных религиозных текстов (фрагменты Библии, проповеди, афоризмы, религиозные поучения, молитвы, в частности, «Отче наш», Символ веры, Десять заповедей и «Ave Maria») и кыпчакских загадок, переведённых на латинский и немецкий язык. Эта часть Кодекса, вероятно, была скомпилирована немецкими францисканцами. 

### Оценка
Кодекс в целом расценивается как точный словарь, но он отличается от других источников кыпчакского языка.
Авторы памятника впервые делают попытку лингвистического анализа тюркских языков, приводят сведения о спряжении глаголов, падеже и изменении местоимений, прилагательных и существительных. Из-за разной интерпретации графических знаков памятника его связывают с рядом тюркских языков, в том числе с ранним периодом функционирования этих языков.

## Загадки
Куманские загадки являются важнейшим источником изучения раннетюркского фольклора. Немецкий тюрколог Андреас Титце назвал их «самыми ранними вариантами типов загадок, которые составляют общее наследие тюркоязычных народов» .
Среди загадок в «Кодексе» следующие выдержки (в реконструированной орфографии):
- Aq küymäniŋ avzu yoχ. Ol, yumurtqa. Ақ күймәниң авзу йох. Ол юмуртқа.

«У белой кибитки нет калитки (У белой юрты нет дверного проёма). Это яйцо».
- Kökčä ulaχïm kögende semirir. Ol, χavun [χuun]. Көкчә улахым көгенде семирир. Ол, хавун [хуун].

«Мой серенький козлёнок жиреет на привязи. Это дыня».
- Olturɣanïm oba yer, basqanïm baɣïr čanaq. Ol, [eyär bile] üzeŋgi. Олтурганым оба ер, басканым багъыр чанақ. Ол [эйәр биле] үзеңги.

«На холме сижу, на медные миски наступаю. Это [седло и] стремена».